# Prowincja Yên Bái
Yên Bái wymowaⓘ – prowincja Wietnamu, znajdująca się w północnej części kraju, w Regionie Północno-Wschodnim.

## Podział administracyjny
W skład prowincji Yên Bái wchodzi osiem dystryktów oraz jedno miasto.
- Miasta:

1. Yên Bái

- Dystrykty:

1. Lục Yên
2. Mù Cang Chải
3. Nghĩa Lộ
4. Trạm Tấu
5. Trấn Yên
6. Văn Chấn
7. Văn Yên
8. Yên Bình